# Giovanni Francesco Falzacappa
Giovanni Francesco Falzacappa (Corneto, 7 aprile 1767 – Roma, 18 novembre 1840) è stato un cardinale e arcivescovo cattolico italiano.

## Biografia
Papa Pio VII lo elevò al rango di cardinale nel concistoro del 10 marzo 1823.
Nei suoi diciassette anni di cardinalato partecipò a tre conclavi:
- conclave del 1823 che elesse Leone XII,
- conclave del 1829 che elesse Pio VIII,
- conclave del 1830-1831 che elesse Gregorio XVI.

Morì il 18 novembre 1840 all'età di 73 anni.

## Genealogia episcopale e successione apostolica
La genealogia episcopale è:
- Cardinale Scipione Rebiba
- Cardinale Giulio Antonio Santori
- Cardinale Girolamo Bernerio, O.P.
- Arcivescovo Galeazzo Sanvitale
- Cardinale Ludovico Ludovisi
- Cardinale Luigi Caetani
- Cardinale Ulderico Carpegna
- Cardinale Paluzzo Paluzzi Altieri degli Albertoni
- Papa Benedetto XIII
- Papa Benedetto XIV
- Papa Clemente XIII
- Cardinale Bernardino Giraud
- Cardinale Alessandro Mattei
- Cardinale Giovanni Francesco Falzacappa

La successione apostolica è:
- Arcivescovo Giovanni Alessandro Muzi (1823)
- Vescovo Giuseppe Segna (1824)
- Vescovo Giovanni Battista de Martino di Pietradoro, Sch.P. (1824)
- Vescovo Antonio Monforte (1824)
- Arcivescovo Lodovico de Gallo, O.F.M.Cap. (1824)
- Vescovo Giovanni Bindi Sergardi (1824)
- Arcivescovo Ferdinando Minucci (1828)
- Arcivescovo Giovanni Battista Parretti (1828)
- Vescovo Pietro Angelo Luigi Pacifico Grati, O.S.M. (1828)
- Vescovo Niccolò Mazzoni (1829)
- Vescovo Ugolino Carlini (1829)
- Vescovo Ippolito Niccolai (1829)
- Cardinale Giuseppe Cosenza (1832)
- Vescovo Francesco Iavarone (1832)
- Arcivescovo Gennaro Pellino (1832)
- Vescovo Arcangelo Polidori (1834)
- Vescovo Giuseppe Maria Severa (1837)
- Vescovo Vincenzo Menchi (1839)
- Vescovo Michelangelo Orlandi (1839)